# Grüningen (Wenzlow)
Grüningen ist ein Gemeindeteil der Gemeinde Wenzlow im Landkreis Potsdam-Mittelmark in Brandenburg.

## Geographie
Der Ort liegt einen Kilometer südöstlich von Wenzlow. Die Nachbarorte sind Görisgräben und Meßdunk im Nordosten, Wollin im Südosten, Puffs Mühle und Glienecke im Südwesten, Boecke im Westen sowie Wenzlow im Nordwesten.

## Geschichte
Grüningen gehörte bis 1571 zum Hochstift Brandenburg und ab 1817 zum Kreis Jerichow I in der preußischen Provinz Sachsen. Grüningen wurde am 20. Juli 1950 nach Wenzlow eingemeindet.

## Bauwerke
Die evangelische Dorfkirche in Grüningen gehört zum Pfarramt Wollin im Kirchenkreis Elbe-Elster der Evangelischen Kirche in Mitteldeutschland. Der Kirchenbau ist im Kern ein mittelalterlicher Feldsteinbau und verfügt über einen eingezogenen Kastenchor. Die Kirche wurde 1741 erneuert. Der südlich vorgebaute Kirchturm im neubarocken Stil wurde 1900 errichtet; in diesem Zusammenhang erfolgten innen wie außen weitere Veränderungen. Außen durch rundbogige Fenster und neue Gliederungen des Außenputzes sowie eine Betonung der Westseite durch den Dreiecksgiebel. Innen durch einen neuen Innenausbau.